# Semiothisa sudanata
Semiothisa sudanata là một loài bướm đêm trong họ Geometridae.